# Pseudoperonospora
Pseudoperonospora è un genere di Oomiceti della famiglia Peronosporacee. Morfologicamente è molto simile al genere Peronospora, con la differenza che gli sporangi germinano per zoospore e non per micelio e pertanto vengono detti zoosporangi. Appartengono a questo genere diverse specie, le più importanti delle quali sono:
- Pseudoperonospora cubensis
- Pseudoperonospora cannabina
- Pseudoperonospora humuli